# Bordelum
Bordelum là một đô thị tại huyện Nordfriesland, trong bang Schleswig-Holstein, nước Đức. Đô thị này có diện tích 34,71 km², dân số thời điểm 31 tháng 12 năm 2006 là 2016 người.